# SponsorBlock
SponsorBlockとは、YouTubeの動画中に含まれるスポンサー部分をスキップするフリーでオープンソースなブラウザ拡張機能である。スキップする部分の特定には、ユーザーが投稿したデータベースを利用する。ユーザーはスキップすべき動画部分を投稿し、他のユーザーはそれを評価することができる。 
この拡張機能はFirefoxの拡張機能ストアで推薦されており、 2023年2月20日現在でFirefoxでは278,521人、Google Chromeでは90万人以上が利用している。動画の情報を取得するAPIでは20-anonymityが確保されている。

## 歴史
当初は単にスキップする部分を特定し、自動でスキップするだけの拡張機能であったが、2020年の1月に、自分のサイトの宣伝やイントロなどのさまざまなカテゴリ別の指定をサポートするようになった。 2022年1月のバージョンではビデオ全体を広告絡みのものとして扱うことができるようになった。

## 使用法
ユーザーは、動画内の部分のタイムスタンプをカテゴリを添えて送信できる。これらの部分は、カテゴリごとの設定に応じてビデオの再生中に自動的にスキップされる。部分がスキップされると、小さなポップアップが数秒間表示されて、そのスキップが適切なものかどうか投票したり、巻き戻すことができる。この拡張機能は、送信された部分とスキップされた部分の数に関するユーザーごとの統計情報を追跡し、インストール後に節約できた時間の量を集計する。

## 受容
2020年7月21日、この拡張機能はMozilla's Extension Spotlightで取り上げられた。Firefoxの推奨拡張機能であり、推奨されているものの中で最高の評価を受けている。